# إيما فلانغن
إيما فلانغن (7 يناير 1991 بدبلن في جمهورية أيرلندا - ) (بالإنجليزية: Emma Flanagan)‏ هي لاعبة كريكت أيرلندية. شاركت مع منتخب أيرلندا للكريكت.

## وصلات خارجية
- إيما فلانغن على موقع إي آس بي آن كريك إنفو (الإنجليزية)